# Fidelitas-Nachtlauf
Der Fidelitas-Nachtlauf ist ein Ultramarathon mit einer Distanz von 80 Kilometern in und um Karlsruhe. Er wurde seit 1979 bis 2018 in ununterbrochener Folge jährlich Ende Juni durchgeführt. Laut offizieller Website war eine Wiederaufnahme geplant. Seit 2010 wurde im Rahmen der Veranstaltung zusätzlich ein Marathonlauf ausgetragen.

## Strecke
Start und Ziel befinden sich auf zwei verschiedenen Sportplätzen im Stadtteil Dammerstock im Südosten der Karlsruher Kernstadt. Die Strecke führt über Durlach und Grötzingen zunächst Richtung Nordosten, wo sie in Jöhlingen nach Süden abknickt. Über Singen, Karlsbad und Ittersbach bewegen sich die Läufer in den Schwarzwald, wo in Langenalb der südlichste Punkt erreicht wird. Von Marxzell bis Ettlingen folgt die Strecke der Alb. Die letzten Kilometer führen durch den Oberwald.

## Wettbewerbe
- Hauptlauf: Einzelwertung über die volle Distanz von 80 km
- Marathon (seit 2010)
- 4 × 20 km Staffel (Männer, Frauen und Mixed)
- 10 km Businesslauf. Einzellauf mit Firmenwertung im Vorfeld des Hauptlaufes
- 10 km Nordic Walking im Vorfeld des Hauptlaufes

## Streckenrekord
Heinz Hüglin in 5:23 Stunden